# Acacia tephrodermis
Acacia tephrodermis é uma espécie de leguminosa do gênero Acacia, pertencente à família Fabaceae.